# 徳重伍介
徳重 伍介（とくしげ ごすけ、1888年11月 - 終戦直後没）は、日本、満洲国の教育者。

## 経歴
徳重義一の五男として、福岡県に生まれる。1906年福岡県立中学修猷館を経て、1912年東京高等商業学校専攻部貿易科を卒業。
1913年大阪市立大阪甲種商業学校教諭兼大阪高等商業学校講師となり、山口高等商業学校教授を経て、満洲国立大学哈爾濱学院教授に就任。1942年12月大連高等商業学校校長に就任。

## 親族
- 子 富永孝子（文筆家）[2]